# Loyauté
Pour l'épisode de la série télévisée, voir Loyauté (Angel).
 (avril 2017).
Si vous disposez d'ouvrages ou d'articles de référence ou si vous connaissez des sites web de qualité traitant du thème abordé ici, merci de compléter l'article en donnant les références utiles à sa vérifiabilité et en les liant à la section « Notes et références ».
La loyauté est une qualité morale. La loyauté est le dévouement envers ses engagements (cause, personne) et à obéir aux règles de probité.

## Dans le confucianisme
La loyauté confucéenne se trouve dans le complexe fidélité-rectitude des relations sociales. Elle se rapporte aussi à la fiabilité (relation intention-réalisation) et la crédibilité.[incompréhensible] La loyauté confucéenne exclut la tromperie et le mensonge.

## Dans les thérapies familiales
En psychologie de la famille, la loyauté est définie par rapport à un système relationnel qui relie un individu à un autre ou à un groupe. Dans le cadre des thérapies familiales il s'agit d'une fidélité inconditionnelle à respecter les règles d'une famille.

## Droit
Dans son ouvrage La Mise en scène de la vie quotidienne, le sociologue Erving Goffman explique que les membres de groupes humains respectent fréquemment les règles de loyauté de groupes auquel ils sont en relation, mais auquel il n'appartiennent pas. Par exemple, il arrive que les employés d'un commerce soient plus loyaux avec leurs clients qu'avec leur patron. Ces dérives, du point de vue du groupe original, sont souvent portées par des liens d'amitié. Le groupe original tentera de les empêcher. Il changera fréquemment le commercial de poste. Il interdira le pourboire, qui risque de créer des relations parasites avec un client trop généreux. Cette solution est aussi appliquée aux ministres ou aux directeurs de banques, en modifiant leurs attributions. Surtout, le groupe original va tenter de développer parmi ses membres un haut niveau de loyauté. Il attribuera une image de barbare aux autres, aux extérieurs, et à partir de là ses membres seront perméables à toute duperie, sous prétexte de rester loyal à son groupe. Les Thugs, une confrérie d'assassins professionnels, sont un exemple extrême de ce processus, qui drapaient leurs forfaits de religion et de philosophie. /.

### Droit des sociétés
En droit des sociétés québécois, l'administrateur a un devoir de loyauté envers la personne morale (art. 322 du Code civil du Québec).

### Droit du travail
En droit du travail québécois, le salarié a un devoir de loyauté envers son employeur (article 2088 du Code civil du Québec).

## En ce qui concerne les autres entités

### Patriotisme
Stephen Nathanson (Northeastern University, Boston) note que la loyauté est souvent directement assimilée au patriotisme. Il affirme qu'il s'agit d'une fausse équivalence ; les patriotes font preuve de loyauté, mais inversement, on ne peut affirmer que toutes les personnes loyales sont patriotes,. Il donne l'exemple d'un mercenaire qui fait preuve de loyauté envers le peuple ou le pays qui le paie. Nathanson souligne la différence de motivation entre un mercenaire loyal et un patriote. Un mercenaire peut être motivé par un sens du professionnalisme ou une croyance dans le caractère sacré des contrats. Un patriote, en revanche, peut être motivé par l'affection, l'intérêt, l'identité personnelle et la volonté de se sacrifier.

### Marketing
Les entreprises s'efforcent de devenir des sites de fidélisation pour conserver leurs clients.
La fidélité à la marque - est la préférence d'un consommateur pour une marque particulière et son engagement à acheter cette marque de façon répétée. Les programmes dits de fidélisation offrent des récompenses aux clients fidèles en échange de la possibilité de suivre les préférences et les habitudes d'achat des consommateurs.
Un concept similaire est la fidélisation des supporters, la dévotion et l'intérêt continu pour une équipe sportive, un personnage fictif ou une série télévisée fictive. Les fans de sport fidèles continuent à l'être même après une série de saisons perdues.